# UCLA Bruins (basquetebol masculino)
O programa de basquete masculino da UCLA Bruins representa a Universidade da Califórnia em Los Angeles, no basquete masculino como membro da Conferência Pac-12.
Criado em 1919, o programa ganhou um recorde de 11 títulos da NCAA. O técnico John Wooden levou os Bruins a 10 títulos nacionais em 12 temporadas, de 1964 a 1975, incluindo sete seguidos de 1967 a 1973. O técnico Jim Harrick levou a equipe a mais um título da NCAA em 1995.

## Recordes da NCAA
O basquete masculino da UCLA estabeleceu vários recordes da NCAA:
- 11 títulos da NCAA
- 7 títulos consecutivos da NCAA (1967-1973)
- 13 aparições na final da NCAA
- 10 aparições consecutivas no Final Four (1967-1976)
- 38 vitórias seguidas no Torneio da NCAA (1964-1974)
- 134 semanas classificadas em 1º lugar pela AP Top 25
- 54 temporadas vencedoras consecutivas (1949-2002)
- 88 vitórias consecutivas na temporada regular (1971-1974)
- 4 temporadas invictas (1964, 1967, 1972, 1973)

## História

### Basquete de UCLA (1919-1948)
Em 1919, Fred Cozens tornou-se o primeiro treinador dos times de basquete e futebol americano da UCLA. Cozens treinou o time de basquete por duas temporadas, terminando com um recorde geral de 21-4. 
Caddy Works foi o treinador dos Bruins de 1921 a 1939, guiando-os para um recorde de 173-159. Works era advogado e treinava a equipe apenas durante as noites. De acordo com o jogador da UCLA e futuro atleta olímpico, Frank Lubin, Works era "um treinador honorário" com pouco conhecimento do basquete.
Wilbur Johns foi o treinador de basquete da UCLA de 1939 a 1948, guiando os Bruins para um recorde de 93-120.

### Era John Wooden (1948-1975)

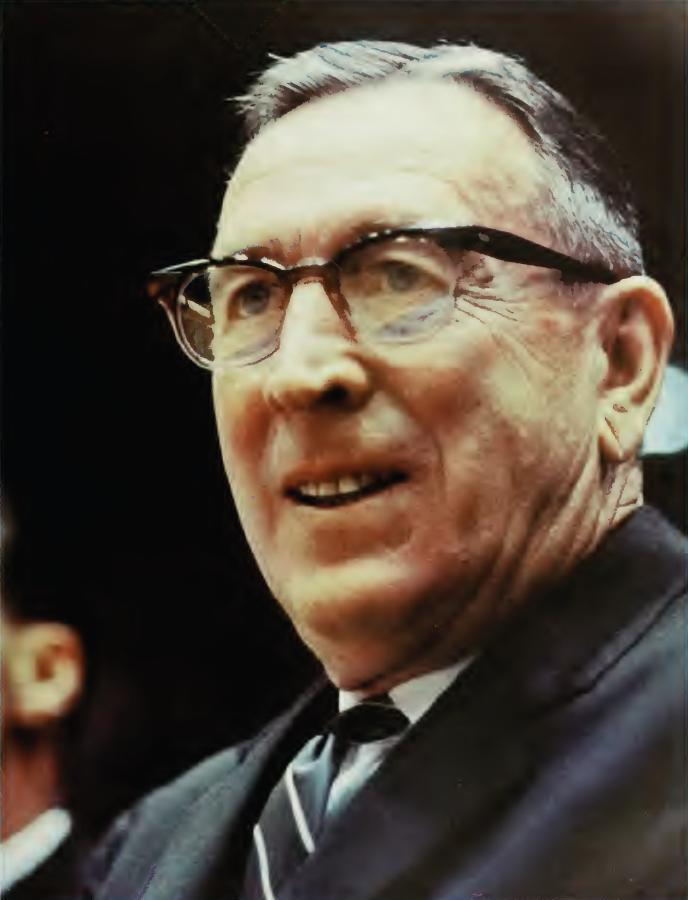
John Wooden treinou a UCLA em 10 campeonatos nacionais.

De 1948 a 1975, John Wooden, apelidado de "Mago de Westwood", serviu como treinador principal de UCLA. Ele ganhou dez títulos nacionais da NCAA em um período de 12 anos, incluindo uma sequência de sete títulos consecutivos que quebrou o recorde anterior de apenas dois títulos; até hoje, nenhum outro time ganhou mais de dois títulos consecutivos. Neste período, suas equipes ganharam um recorde de 88 jogos consecutivos.
Antes da chegada de Wooden, a UCLA só havia vencido dois títulos de conferência nos últimos 18 anos. Em sua primeira temporada, ele guiou uma equipe da UCLA que havia terminado com um recorde de 12-13 no ano anterior para um recorde de 22-7 - então o maior número de vitórias em uma temporada na história da universidade - e o título da Divisão Sul da Pacific Coast Conference. Em sua segunda temporada, Wooden levou os Bruins a um recorde de 24-7 e o título da PCC. Os Bruins ganhariam o título da divisão em cada uma das próximas duas temporadas e o título da conferência na última temporada. Até então, a UCLA havia conquistado apenas dois títulos de divisão desde que começou a jogar na PCC e não havia conquistado um título de conferência de qualquer tipo desde que ganhou a Southern California Intercollegiate Athletic Conference em 1927.
Na temporada de 1955-56, Wooden guiou os Bruins para seu primeiro título invicto da conferência e uma sequência de 17 vitórias que chegou ao fim na derrota para a Universidade de São Francisco de Bill Russell no Torneio da NCAA. No entanto, a UCLA não conseguiu manter esse nível de desempenho ao longo das temporadas seguintes, encontrando-se incapaz de retornar ao Torneio da NCAA. Durante esse período, a UCLA, juntamente com USC, Cal e Stanford, teve uma punição após um escândalo envolvendo pagamentos ilegais feitos a jogadores do time de futebol americano. Essa punição teve como resultando o desmantelamento da Pacific Coast Conference.

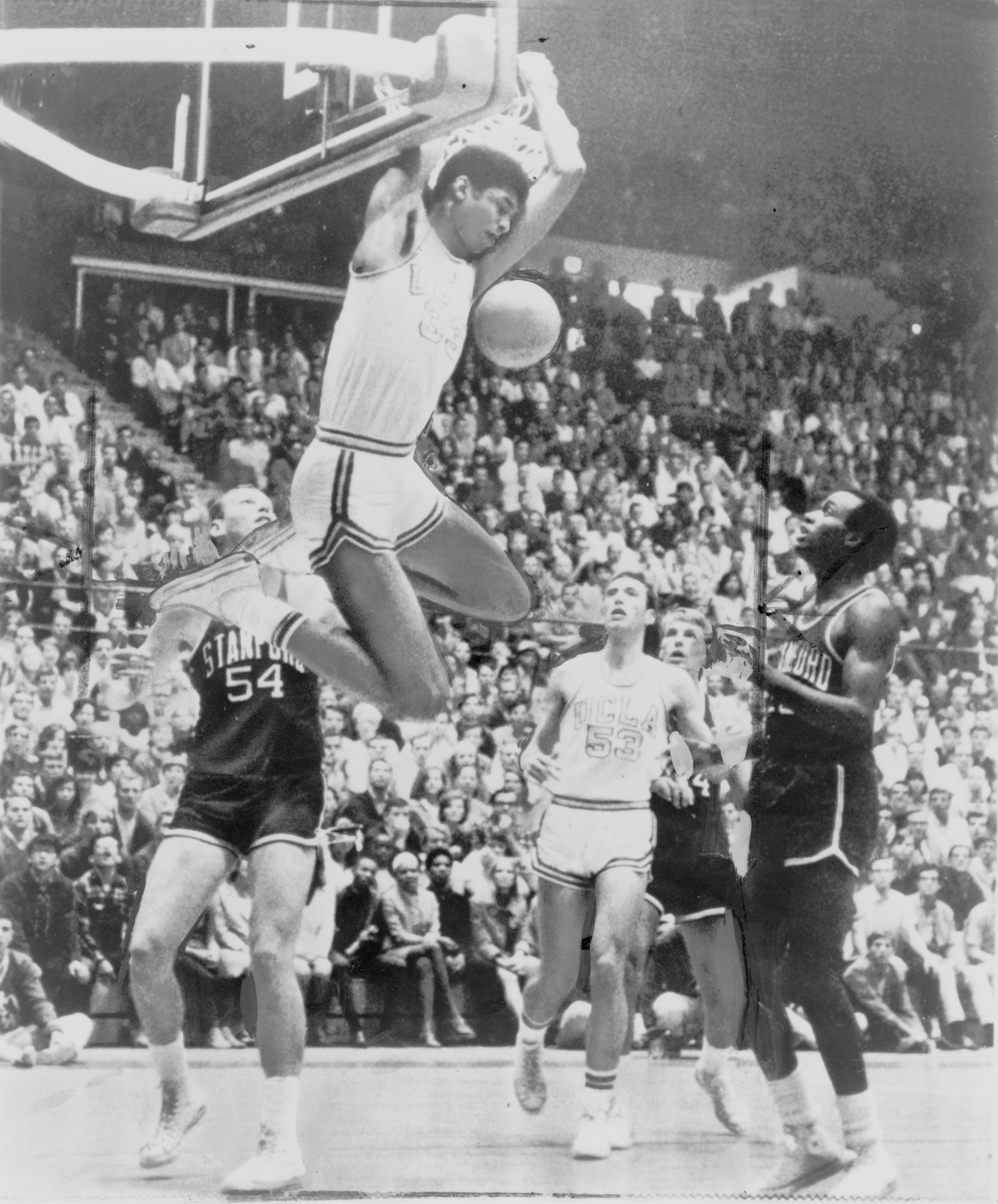
Lew Alcindor (mais tarde Kareem Abdul-Jabbar) faz uma enterrada reversa com as duas mãos.

Em 1962, a punição caiu e Wooden devolveu os Bruins ao topo de sua conferência (agora a Pac-12). Desta vez, no entanto, eles dariam o próximo passo e continuariam a desencadear uma série de domínios incomparáveis na história dos esportes universitários. Uma derrota apertada devido em grande parte a uma controversa falta na semifinal do Torneio da NCAA de 1962 convenceu Wooden de que seus Bruins estavam prontos para disputar os títulos nacionais. Duas temporadas depois, o assistente técnico Jerry Norman convenceu Wooden de que os jogadores de pequeno porte da equipe e o ataque rápido seriam complementados pela adoção de uma defesa de zona. O resultado foi um aumento na pontuação, dando à UCLA uma equipe poderosa liderada por Walt Hazzard e Gail Goodrich que ficou invicta em seu caminho para o primeiro título nacional de basquete da universidade.
A equipe de Wooden foi bi-campeã nacional na temporada seguinte mas terminou em segundo lugar na conferência em 1966. A UCLA estava inelegível para jogar no Torneio da NCAA naquele ano porque naqueles dias apenas os campeões da conferência iam para o torneio. No ano seguinte, sob o comando de Lew Alcindor, a equipe recuperou não só o título da conferência, mas a coroa nacional com uma temporada invicta.
Em janeiro de 1968, a UCLA levou sua série de 47 vitórias para o Astrodome em Houston, onde Alcindor enfrentou Elvin Hayes no "Jogo do Século", que foi o primeiro jogo de temporada regular do basquete universitário televisionado. Com 39 pontos de Hayes, Houston derrotou UCLA por 71-69. Em uma entrevista pós-jogo, Wooden afirmou: "Temos que começar de novo." Eles ficaram invictos o resto do ano, derrotando Houston por 101-69 na semi-final do Torneio da NCAA a caminho do título nacional.

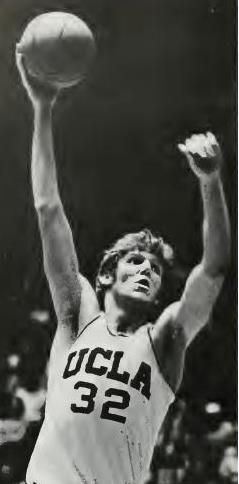
Bill Walton fazendo um arremesso

O surgimento dos Bruins sob o comando de Wooden aumentou consideravelmente a popularidade do programa. Desde 1932, os Bruins jogavam no Men's Gym. Normalmente, tinha 2.400 pessoas, mas estava limitada a 1.500 desde 1955 por ordem do corpo de bombeiros da cidade. Isso forçou os jogos a serem transferidos para o Pan Pacific Auditorium, o Los Angeles Memorial Sports Arena e outros locais ao redor de Los Angeles, quando multidões maiores eram esperadas — um inconveniente crescente desde o primeiro título nacional dos Bruins. Por insistência de Wooden, uma instalação muito maior no campus foi construída a tempo para a temporada de 1965-66, o Pauley Pavilion de quase 13.000 lugares.
Wooden treinou seu último jogo no Pauley Pavilion em 1 de março de 1975, quando a UCLA derrotou Stanford por 93-59. Quatro semanas depois, após uma vitória por 75-74 sobre Louisville na semifinal do Torneio da NCAA de 1975, Wooden anunciou que se aposentaria imediatamente após a final do campeonato. Sua lendária carreira como treinador terminou triunfante, quando sua equipe venceu Kentucky e conquistou o 10º título nacional em um período de doze anos.
Durante seu mandato com os Bruins, Wooden ficou conhecido como o "Mago de Westwood", embora ele pessoalmente desdenhasse do apelido. Ele ganhou fama duradoura na UCLA ao vencer 620 jogos em 27 temporadas e 10 títulos da NCAA durante suas últimas 12 temporadas, que incluíram sete seguidas de 1967 a 1973. Suas equipes da UCLA também tiveram uma série recorde de 88 vitórias e quatro temporadas perfeitas de 30-0. Eles também venceram 38 jogos seguidos em Torneios da NCAA e 98 vitórias seguidas no Pauley Pavilion. Wooden foi nomeado "Treinador do Ano" da NCAA College Basketball em 1964, 1967, 1969, 1970, 1971, 1972 e 1973. Em 1972, ele compartilhou o prêmio "Esportista do Ano" da revista Sports Illustrated com Billie Jean King. Ele foi nomeado para o Hall da Fama do Basquete como treinador em 1973, tornando-se o primeiro a ser homenageado como jogador e treinador.

### Pós-Wooden (1975-1988)
De 1975 a 1977, Gene Bartow atuou como treinador principal da UCLA. Ele guiou-os para um recorde de 52-9, incluindo uma vaga no Final Four de 1976. Ele treinou o jogador universitário do ano de 1977, Marques Johnson.
Gary Cunningham tornou-se o treinador principal na UCLA em 1977. Ele treinou duas temporadas, vencendo os títulos da Pacific-8 e da Pacific-10.
Larry Brown foi o treinador de UCLA de 1979 a 1981, levando sua equipe de 1979-80 para a final do Torneio da NCAA, onde perderam para Louisville por 59-54. No entanto, esse segundo lugar foi mais tarde retirado pela NCAA depois que dois jogadores foram considerados inelegíveis.
Larry Farmer foi o treinador principal da UCLA de 1981 a 1984, guiando-os para um recorde de 61-23. Ele havia recrutado Magic Johnson para vir jogar na UCLA, mas depois disse a Johnson para adiar uma visita, pois ele estava mais interessado em Albert King.
Em 1984, 20 anos após ter ganho o primeiro título nacional da UCLA, Walt Hazzard foi nomeado treinador de basquete da equipe. Ele treinou por quatro temporadas, vencendo 77 dos 125 jogos. O UCLA Bruins de 1984-85 venceu o título da NIT. O UCLA Bruins de 1986-87 venceu o título da temporada regular do Pac-10 e o torneio da Conferência Pacific-10.

### Era Jim Harrick (1988-1996)
Em 1988, Jim Harrick retornou à UCLA (ele passou dois anos como assistente técnico de 1978 a 1979) para assumir as funções de treinador principal após a demissão de Walt Hazzard. Durante o período de recrutamento antes de sua primeira temporada, ele recrutou Don MacLean, o recruta mais significativo a se comprometer com a UCLA em vários anos. A chegada de McLean ajudou a iniciar um renascimento do programa de basquete. Em quatro anos, os Bruins estavam no Elite Eight do Torneio da NCAA - "oficialmente" seu mais profundo avanço no torneio em 13 anos, e apenas a segunda vez que eles tinham ido tão longe desde a saída de Wooden.
Durante a temporada de 1994-95, Harrick levou a UCLA a um recorde de 32-1 e o décimo primeiro título nacional da universidade, o primeiro desde a temporada de 1974-75. As 31 vitórias foram um recorde da universidade até a temporada de 2005-06. 
Em 1996, os Bruins de Harrick foram derrotados na primeira rodada do Torneio da NCAA por Princeton. Pouco antes da temporada de 1996, a UCLA demitiu Harrick por mentir sobre quem participou de um jantar de recrutamento. Na época, Harrick era o segundo treinador mais vencedor da história da universidade e o único treinador a conseguir um título nacional na UCLA pós John Wooden até hoje.

### Era Steve Lavin (1996-2003)
Com as saída dos assistentes Mark Gottfried (Murray State) e Lorenzo Romar (Pepperdine) para cargos de treinador principal logo após a temporada de 1995, Steve Lavin, como assistente com mais tempo de UCLA, foi selecionado como treinador interino.
Em 11 de fevereiro de 1997, com os Bruins empatados em primeiro lugar no Pac-10 com um recorde de 8-3, a UCLA formalmente nomeou Lavin como seu 11º treinador. Os Bruins venceram seus próximos 11 jogos a caminho do título da Pac-10, antes de serem eliminados pelo Minnesota Gophers na Final Regional do Torneio da NCAA. 
Em sete temporadas, Lavin compilou um recorde de 145-78. Durante seu mandato como treinador principal, ele foi um dos dois únicos treinadores no país a liderar sua equipe a cinco "Sweet 16" do Torneio da NCAA em seis anos (1997, 1998, 2000-2002), Mike Krzyzewski de Duke foi o outro. Lavin guiou a UCLA para seis temporadas consecutivas de 20 ou mais vitórias, bem como seis aparições consecutivas no Torneio da NCAA.
Sete dos ex-jogadores de Lavin tornaram-se membros de equipes da NBA: Trevor Ariza, Matt Barnes, Baron Davis, Dan Gadzuric, Ryan Hollins, Jason Kapono e Earl Watson.
Durante o mandato de Lavin como treinador principal, os Bruins se classificaram para seis torneios consecutivos da NCAA (1997-2002). O recorde de Lavin na primeira e segunda rodadas do Torneio da NCAA é de 10-1. Sua porcentagem de vitórias (90,9%) nas duas primeiras rodadas é a segundo maior da história do Torneio da NCAA, perdendo apenas para Dean Smith. No entanto, Lavin também treinou os Bruins para sua única derrota em um jogo de Torneio da NCAA jogado no Estado da Califórnia (uma derrota em 2002 para o Missouri em San Jose).
Em março de 2003, após a primeira temporada de derrotas da UCLA (10-19) em 55 anos, Lavin foi demitido.

### Era Ben Howland (2003-2013)

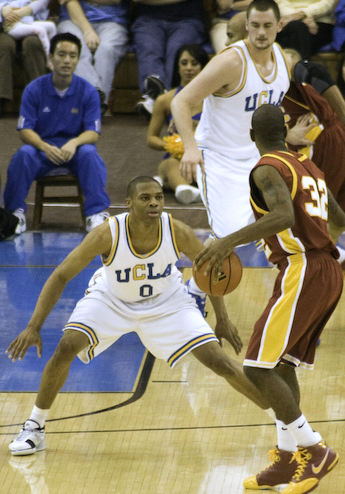
Russell Westbrook e Kevin Love contra USC.

A UCLA procurou um treinador que pudesse levar os Bruins de volta para a elite da Pac-10 e do país. O sucesso de Ben Howland na Universidade de Pittsburgh e suas raízes no sul da Califórnia fizeram dele um candidato atraente. Em 2003, ele deixou Pitt e aceitou as funções de treinador principal na UCLA.
Howland produziu uma classe de recrutamento de alto nível de atletas no sul da Califórnia que se encaixam em seu estilo. Após recrutar Jordan Farmar e Arron Afflalo, a UCLA produziu uma temporada vitoriosa pela primeira vez em três anos e retornou ao Torneio da NCAA, onde perdeu na primeira rodada.
Começando a temporada de 2005-06 com a maioria do elenco feito à imagem de Howland, os Bruins produziram uma excelente campanha. Eles terminaram a temporada regular com um recorde de 24-6 e o título da Conferência Pac-10. No torneio da Pac-10, eles venceram cada jogo por dois dígitos e conquistou o segundo título do torneio da Pac-10 na história da universidade. Os Bruins chegaram a final do Torneio da NCAA e perderam para a Flórida.
Howland continuou seu sucesso na UCLA no ano seguinte. Os Bruins terminaram invictos em casa pela primeira vez em 22 anos, ganhando o título da Conferência Pac-10. No entanto, eles perderam no primeiro jogo do Torneio da Pac-10. No Torneio da NCAA, após uma vitória apertada na segunda rodada sobre Indiana, Howland levou os Bruins a uma vitória sobre sua ex-equipe, Pitt no Sweet Sixteen. Os Bruins perderam novamente para a Flórida na semifinal nacional.
No início da temporada de 2007-08, as expectativas para a UCLA foram as mais altas de todos os tempos com a chegada de Kevin Love, um dos melhores candidatos na classe do ensino médio de 2007. Combinados com o surgimento de Russell Westbrook e Darren Collison, os Bruins ganharam seu 3º título consecutivo de Conferência Pac-10 e seu segundo título do Torneio da Pac-10 em três anos. Eles mais uma vez chegaram ao Final Four do Torneio da NCAA, onde enfrentaram o Memphis Tigers. Memphis levou a melhor sobre os Bruins, que voltaram para Westwood sem um título mais uma vez.
Após 2008, a UCLA não avançou após o primeiro fim de semana do Torneio da NCAA e não se classificou para o torneio em 2010 e 2012. Com uma vitória por 77-73 sobre Penn em 10 de dezembro de 2011; Howland passou Jim Harrick no segundo lugar da lista de mais vitórias em UCLA. No entanto, perguntas sobre como Howland estava executando o programa começaram a entrar em foco. Em fevereiro de 2012, um artigo da Sports Illustrated retratou o jogador da UCLA, Reeves Nelson, como um valentão dentro e fora da quadra, que às vezes intencionalmente tentou ferir seus companheiros de equipe. De acordo com o artigo, Howland não disciplinava Nelson. De 2008 - a última aparição dos Bruins no Final Four - até 2012, pelo menos 11 jogadores deixaram a UCLA.
Embora os Bruins de 2012-13 tenham vencido o título da temporada regular da Pac-12, eles rapidamente perderam na primeira rodada do Torneio da NCAA. Em 25 de março de 2013, três dias depois de ser eliminada por Minnesota, a UCLA demitiu Howland.

### Era Steve Alford (2013-2019)
Em 30 de março de 2013, Steve Alford assinou um contrato de sete anos e US$ 18,2 milhões para se tornar o treinador principal da UCLA. Em seu primeiro ano como treinador, Alford levou a UCLA ao título do Torneios da Pac-12, um feito que não foi realizado desde 2008. A equipe mais tarde foi para o Sweet Sixteen do Torneio da NCAA mas perderam para Florida.
Em seu segundo ano, a equipe foi controversamente escolhida para participar do Torneio da NCAA de 2015, onde perderam para Gonzaga no Sweet Sixteen.
Depois de uma decepcionante terceira temporada em que a UCLA sofreu seu quarto recorde de derrotas desde 1948, a equipe se recuperou na temporada seguinte, tendo um recorde de 31-5 antes de perder para Kentucky, novamente no Sweet Sixteen, considerado um baixo desempenho dado o nível de talento e o recorde geral da equipe. O armador calouro Lonzo Ball, bem como o programa em geral, chamou a atenção da mídia nacional pelo comportamento franco de seu pai LaVar Ball.
Antes do início da temporada de 2017-18, a equipe viajou para a China para participar do anual Pac-12 China Game. Em 6 de novembro, em Hangzhou, durante um tempo livre atribuído aos jogadores, os calouros LiAngelo Ball, Cody Riley e Jalen Hill roubaram óculos de sol de uma loja Louis Vuitton. Eles foram colocados em prisão domiciliar pela polícia local no dia seguinte e obrigados a entregar seus passaportes. A controvérsia ganhou imensa atenção devido à reputação de LiAngelo como membro da família Ball e recebeu cobertura significativa da mídia. O presidente Donald Trump, que estava visitando simultaneamente a China, teria pedido ao secretário-geral Xi Jinping para perdoar os três homens, e eles foram liberados de volta para os Estados Unidos pouco depois, embora a família de Ball questionou se o pedido do presidente era uma razão direta para a libertação. O próprio Xi negou mais tarde que Trump lhe havia pedido para perdoar os jogadores da UCLA e que o Secretário-Geral não tinha nada a ver com sua libertação. Os jogadores foram suspensos das atividades de basquete e acabaram suspensos por toda a temporada em 22 de dezembro. LaVar Ball afirmou que seu filho não merecia a suspensão; LiAngelo Ball retirou-se da UCLA e assinou com um agente esportivo, tornando-o inelegível para outra competição da NCAA.
A UCLA terminou a temporada regular com um recorde de 21-10 e perdeu na primeira rodada do Torneio da NCAA para St. Bonaventure. Aaron Holiday foi nomeado para o All-Pac-12 e para a Equipe de Defesa da Pac-12, o primeiro jogador a fazê-lo sob o comando de Alford.
A UCLA começou a temporada de 2018-19 vencendo sete de seus primeiros nove jogos. No entanto, eles tiveram quatro derrotas consecutivas, incluindo derrotas consecutivas em casa para as equipes de médio porte, Belmont e Liberty. A derrota por 73-58 para Liberty em 29 de dezembro foi a mais desequilibrada derrota da UCLA em casa no mandato de Alford. Dois dias depois dessa derrota, UCLA anunciou que Alford havia sido demitido e que o assistente técnico Murry Bartow seria o treinador interino no restante da temporada. Eles não conseguiram se classificar para o Torneio da NCAA e terminaram a década sem uma aparição no Final Four pela primeira vez desde a década de 1950.

### Era Mick Cronin (2019–Presente)
Em 9 de abril de 2019, a UCLA anunciou a contratação de Mick Cronin como o 14º treinador principal. Ele foi nomeado Treinador do Ano da Pac-12 em sua primeira temporada em 2019-20. No entanto, devido à pandemia de COVID-19, o Torneio da Pac-12 e o Torneio da NCAA foram cancelados. Na temporada seguinte, em 2020-21, os Bruins avançaram para o Final Four depois de derrotar Michigan. A UCLA chegou a primeira semifinal nacional da universidade desde 2008, que também havia sido sua última viagem ao Elite Eight. Na semi-final do Final Four, eles perderam para Gonzaga.

## Instalações
A equipe masculina de basquete jogou no Men's Gym de 2.400 lugares de 1932 a 1965. Eles também jogaram em outros locais ao redor de Los Angeles, incluindo o Pan-Pacific Auditorium e Los Angeles Memorial Sports Arena, quando multidões maiores eram esperadas para os jogos.

### Pauley Pavilion

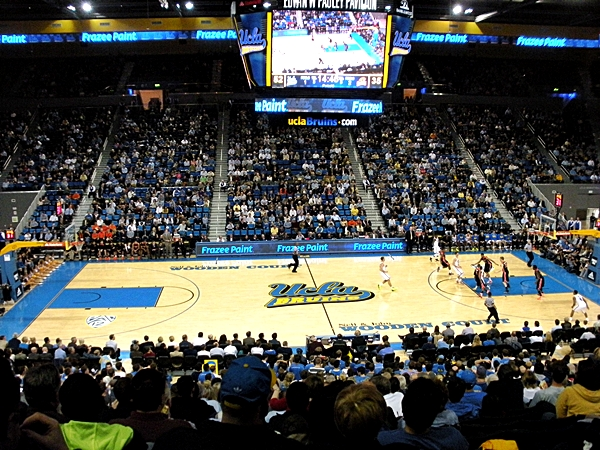
UCLA Bruins vs Oregon State Beavers em janeiro de 2013 no novo "New Pauley Pavilion"

Após o segundo título da UCLA em 1965, a ideia de construir uma nova arena para acomodar o aumento do interesse pela equipe foi proposta. Em 1965, Pauley Pavilion foi construído no campus e tem sido a casa dos Bruins desde então. 
Durante a temporada de 2011-12, Pauley Pavilion passou por uma renovação completa de US$ 136 milhões, ganhando o apelido de "New Pauley".
Um novo recorde de público foi estabelecido em 2 de março de 2013, quando 13.727 fãs assistiram os Bruins derrotando o Arizona Wildcats por 74-69.

### Mo Ostin Basketball Center
O Mo Ostin Basketball Center foi concluído em 2017 para servir como um centro de treino para o time de basquete. Em 14 de dezembro de 2015, Russell Westbrook havia doado uma quantia "significativa" para a construção do Centro. O ex-companheiro de Westbrook, Kevin Love, igualou sua contribuição em 20 de setembro de 2016, para a qual o centro de força e condicionamento foi nomeado em seu nome.

## Treinadores
A equipe teve 12 treinadores em sua história e eles ganharam 11 títulos do Torneio da NCAA, o máximo de qualquer universidade. John Wooden ganhou 10 títulos nacionais entre 1964 e 1975 e Jim Harrick ganhou o outro em 1995. O New York Times escreveu que Wooden "fez da UCLA o time mais bem sucedido no basquete universitário". Depois que Wooden se aposentou, os quatro treinadores que o sucederam renunciaram e os três seguintes — incluindo Harrick — foram demitidos. Ben Howland liderou os Bruins a três aparições consecutivas no Final Four de 2006 a 2008.

## Rivais

### USC
Quando John Wooden se tornou o treinador, a UCLA se tornou uma potência nacional do basquete. A UCLA venceu 11 Torneios da NCAA e dominou a conferência, vencendo dois jogos por cada um que a USC venceu. Desde a temporada de 2013-14, a UCLA ganhou ou compartilhou o título da conferência 31 vezes e a USC ganhou ou compartilhou o título 7 vezes.

### Notre Dame, Arizona e Califórnia
A UCLA tinha uma rivalidade no basquete com Notre Dame que começou quando Digger Phelps era o treinador de Notre Dame e John Wooden era o treinador da UCLA. UCLA e Notre Dame jogaram por várias temporadas, o que é incomum fora da conferência. UCLA e Notre Dame jogaram 42 vezes entre 1966 e 1995 e o auge da rivalidade foi quando Notre Dame encerrou a série de vitórias consecutivas da UCLA em 88 em 19 de janeiro de 1974. A UCLA também quebrou uma sequência de 60 vitórias de Notre Dame em South Bend. Após a vitória de Notre Dame em 14 de dezembro de 2019, a UCLA lidera a série de todos os tempos por 29 a 21.
Desde meados da década de 1980, a UCLA também tem uma rivalidade no basquete com o Arizona sob o comando do técnico Lute Olson, já que as duas universidades competiam pelo Torneio da Pac-10 todos os anos. Desde 1985, as duas equipes se juntaram para ganhar 21 dos 29 títulos da conferência. A rivalidade ainda é vista como o confronto entre as duas principais equipes na conferência. Além disso, o desempenho das duas universidades influencia na opinião nacional da conferência.

## Jogadores notáveis

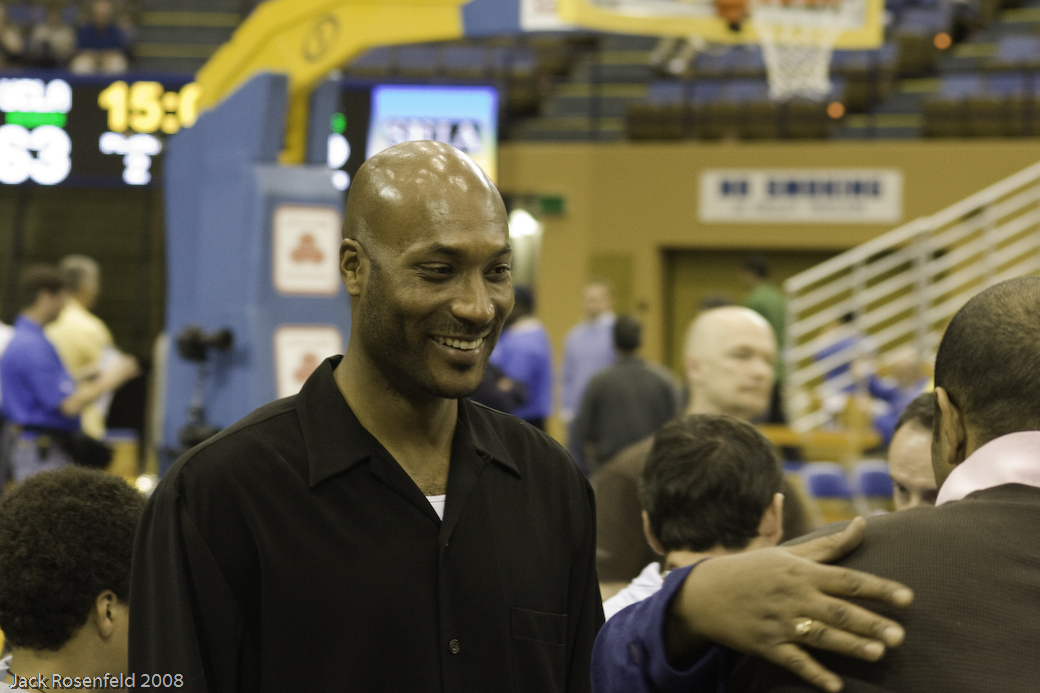
Ed O'Bannon, membro da equipe campeã em 1995, foi o jogador do ano.

Seis ex-UCLA Bruins foram nomeados para o Naismith Memorial Basketball Hall of Fame: Kareem Abdul-Jabbar, Reggie Miller, Gail Goodrich, Jamaal Wilkes, Bill Walton e Don Barksdale. Barksdale também foi notável como o primeiro jogador a quebrar muitas barreiras de cores, incluindo ser o primeiro afro-americano a ser nomeado um All-American da NCAA, jogar no All-Star Game da NBA e ser selecionado para a Seleção Americana.
A UCLA tornou-se a primeira universidade a ter um jogador ganhando o maior prêmio indivual no basquete e no futebol americano no mesmo ano, com Gary Beban ganhando o Troféu Heisman e Lew Alcindor (agora Kareem Abdul-Jabbar) ganhando o Prêmio de Jogador do Ano da Associação de Escritores de Basquete dos EUA em 1968.
A UCLA produziu mais vencedores do Prêmio de MVP da NBA, seis deles por Abdul-Jabbar, um para Walton e um para Russell Westbrook. A partir da temporada de 2020-21, 99 ex-jogadores da UCLA já jogaram na NBA.
No All-Star Game da NBA de 2015 e no All-Star Game da NBA de 2016, os ex-Bruins Russell Westbrook do Oklahoma City Thunder foi o MVP e Zach LaVine do Minnesota Timberwolves foi o vencedor do Slam Dunk Contest.

### Camisas aposentadas
| No. | Jogador             | Posição | Período |
| --- | ------------------- | ------- | ------- |
| 11  | Don Barksdale       | SF      | 1946–47 |
| 25  | Gail Goodrich       | PG      | 1962-65 |
| 31  | Ed O'Bannon         | PF      | 1991-95 |
| 31  | Reggie Miller       | SG      | 1983-87 |
| 32  | Bill Walton         | C       | 1971-74 |
| 33  | Kareem Abdul-Jabbar | C       | 1966–69 |
| 35  | Sidney Wicks        | PF      | 1968-71 |
| 42  | Walt Hazzard        | PG      | 1961-64 |
| 52  | Jamaal Wilkes       | SF      | 1971-74 |
| 54  | Marques Johnson     | SF      | 1973-77 |

## Estatísticas gerais

### Pontos
| #   | Nome           | Período   | Pontos |
| --- | -------------- | --------- | ------ |
| 1.  | Don MacLean    | 1988–1992 | 2608   |
| 2.  | Lew Alcindor   | 1966–1969 | 2325   |
| 3.  | Jason Kapono   | 1999–2003 | 2095   |
| 3.  | Reggie Miller  | 1983–1987 | 2095   |
| 5.  | Bryce Alford   | 2013–2017 | 1922   |
| 6.  | Toby Bailey    | 1994–1998 | 1846   |
| 7.  | Ed O'Bannon    | 1991–1995 | 1815   |
| 8.  | J.R. Henderson | 1994–1998 | 1801   |
| 9.  | Trevor Wilson  | 1986–1990 | 1798   |
| 10. | Tracy Murray   | 1989–1992 | 1792   |

### Rebotes
| #   | Nome            | Período   | Rebotes |
| --- | --------------- | --------- | ------- |
| 1.  | Bill Walton     | 1971–1974 | 1370    |
| 2.  | Lew Alcindor    | 1966–1969 | 1367    |
| 3.  | Thomas Welsh    | 2014–2018 | 1035    |
| 4.  | David Greenwood | 1975–1979 | 1022    |
| 5.  | Trevor Wilson   | 1986–1990 | 1001    |
| 6.  | Don MacLean     | 1988–1992 | 992     |
| 7.  | Willie Naulls   | 1953–1956 | 900     |
| 8.  | Marques Johnson | 1973–1977 | 897     |
| 9.  | Dan Gadzuric    | 1998–2002 | 896     |
| 10. | Sidney Wicks    | 1968–1971 | 894     |

### Assistências
| #   | Nome            | Período   | Assistências |
| --- | --------------- | --------- | ------------ |
| 1.  | Pooh Richardson | 1985–1989 | 833          |
| 2.  | Tyus Edney      | 1991–1995 | 652          |
| 3.  | Darrick Martin  | 1988–1992 | 636          |
| 4.  | Earl Watson     | 1997–2001 | 607          |
| 5.  | Darren Collison | 2005–2009 | 577          |
| 6.  | Bryce Alford    | 2013–2017 | 537          |
| 7.  | Ralph Jackson   | 1980–1984 | 523          |
| 8.  | Roy Hamilton    | 1975–1979 | 512          |
| 9.  | Aaron Holiday   | 2015–2018 | 477          |
| 10. | Toby Bailey     | 1994–1998 | 458          |

## Títulos

### Títulos Nacionais
- Campeonato de Basquetebol da NCAA: 11 títulos (1964, 1965, 1967, 1968, 1969, 1970, 1971, 1972, 1973, 1975 e 1995)

### Títulos de Conferência

##### Temporada Regular
- Southern California Intercollegiate Athletic Conference: 6 títulos (1921, 1922, 1923, 1925, 1926 e 1927)
- Pacific-12 Conference: 31 títulos (1945, 1950, 1952, 1956, 1962, 1963, 1964, 1965, 1967, 1968, 1969, 1970, 1971, 1972, 1973, 1974, 1975, 1976, 1977, 1978, 1979, 1983, 1987, 1992, 1995, 1996, 1997, 2006, 2007, 2008 e 2013)

##### Torneio
- Pacific-12 Conference: 4 títulos (1987, 2006, 2008 e 2014)